# Okemos
Okemos – jednostka osadnicza w Stanach Zjednoczonych, w stanie Michigan, w hrabstwie Ingham.